# Brookesia perarmata
Brookesia perarmata је гмизавац из реда Squamata. 

## Угроженост
Ова врста се сматра рањивом у погледу угрожености врсте од изумирања.

## Распрострањење
Ареал врсте је ограничен на једну државу. 
Мадагаскар је једино познато природно станиште врсте.

## Станиште
Врста Brookesia perarmata је присутна на подручју острва Мадагаскар. 